# Sergei Leonidowitsch Korastylew
Sergei Leonidowitsch Korastylew (russisch Сергей Леонидович Корастылев; * 8. Mai 1989 in Kansk) ist ein russischer Biathlet.

## Karriere
Sergei Korastylew trat international erstmals bei den Sommerbiathlon-Weltmeisterschaften 2011 in Nové Město na Moravě in Erscheinung. Im Sprintrennen platzierte er sich mit zwei Schießfehlern auf dem sechsten Platz, im auf dem Sprint basierenden Verfolgungsrennen wurde er mit zwei Fehlern Fünfter. Für das Staffelrennen wurde er, obwohl er in beiden Rennen zweitbester Russe hinter Dmitri Jaroschenko war, nicht nominiert. An seiner Stelle wurde in der Goldstaffel der erfahrenere Anton Schipulin eingesetzt. 2012 debütierte er in Forni Avoltri bei einem Einzel im IBU-Cup und gewann als 19. sogleich Punkte. Wenig später verpasste er als Vierter eines Sprints in der Haute-Maurienne knapp den Sprung auf das Podium. 2014 schaffte er dieses in Ridnaun und musste sich einzig Lars Helge Birkeland geschlagen geben. Seinen ersten großen Erfolg feierte er mit dem Titelgewinn bei den Sommerbiathlon-Weltmeisterschaften 2015 als Schlussläufer der Mixed-Staffel gemeinsam mit Jekaterina Awwakumowa, Olga Kalina und Sergei Kljatschin, in Sprint und Verfolgung wurde er 21. und Siebter.
Nachdem er in den Wintern zwischen den Europameisterschaften 2013/14 bis zur Saison 2018/19 nicht bei IBU-Wettbewerben antrat, gab er am 7. Februar 2019 sein Weltcupdebüt beim wegen strenger Kälte verkürzten Einzelwettbewerb in Canmore und belegte nach zwei Schießfehlern im zweiten Liegendanschlag Platz 42. Im IBU-Cup dieses Winters gelangen ihm zwei Siege in Single-Mixed-Staffeln, der erste in Ridnaun mit Anastassija Morosowa und der zweite mit Uljana Kaischewa in der Lenzerheide. In den Individualwettbewerben erreichte er zwei vierte Plätze in Otepää und belegte diesen Platz auch in der Gesamtwertung der Serie.

## Statistik

### Platzierungen im Biathlon-Weltcup
Die Tabelle zeigt alle Platzierungen (je nach Austragungsjahr einschließlich Olympische Spiele und Weltmeisterschaften).
- 1.–3. Platz: Anzahl der Podiumsplatzierungen
- Top 10: Anzahl der Platzierungen unter den ersten zehn (einschließlich Podium)
- Punkteränge: Anzahl der Platzierungen innerhalb der Punkteränge (einschließlich Podium und Top 10)
- Starts: Anzahl gelaufener Rennen in der jeweiligen Disziplin
- Staffel: inklusive Mixed- und Single-Mixed-Staffeln

| Platzierung              | Einzel | Sprint | Verfolgung | Massenstart | Staffel | Gesamt |
| ------------------------ | ------ | ------ | ---------- | ----------- | ------- | ------ |
| 1. Platz                 |        |        |            |             |         |        |
| 2. Platz                 |        |        |            |             |         |        |
| 3. Platz                 |        |        |            |             |         |        |
| Top 10                   |        |        |            |             |         |        |
| Punkteränge              |        |        |            |             | 1       | 1      |
| Starts                   | 1      | 1      |            |             | 1       | 3      |
| Stand: 31. Dezember 2021 |        |        |            |             |         |        |